# Münster (Lech)
Münster este o comună aflată în districtul Donau-Ries, landul Bavaria, Germania.